# José Ricardo Duno
José Ricardo Duno (San Felix, Venezuela, 19 de marzo de 1977) es un exfutbolista venezolano que jugaba como centrocampista y su último equipo fue el Deportivo Anzoátegui de la Primera División de Venezuela. Ha participado en 9 ocasiones con la Selección de fútbol de Venezuela entre los años 1999 y 2002. Hizo su debut con Minervén en el año 1997, luego jugó en Nueva Cádiz en el año 1998, jugó en el Deportivo Táchira en 1999-2001 luego en Nacional Táchira 2002-2003 y se marchó a Mineros de Guayana hasta el 2007 que su extécnico en Mineros César Farías se lo lleva al Deportivo Anzoátegui, y por su gran liderazgo lo nombra capitán del club.

## Clubes
| Club                    | País      | Año         |
| ----------------------- | --------- | ----------- |
| Nueva Cádiz Fútbol Club | Venezuela | 1998-2004   |
| Mineros de Guayana      | Venezuela | 2004-2007   |
| Deportivo Anzoategui    | Venezuela | 2007 - 2011 |

- Datos: Q5945097